# كاثرين فيرث
كاثرين فيرث (بالإنجليزية: Katherine Firth)‏ هي شاعرة بريطانية، ولدت في 24 فبراير 1979 في أستراليا الغربية في أستراليا.

## وصلات خارجية
- الموقع الرسمي